# Vemod (musikalbum)
Vemod är den svenska progressiva rockgruppen Anekdotens  debutalbum. Albumet spelades in vid Studio Largen och gavs ut 1993. 2004 återutgavs en remastrad utgåva av albumet.

## Låtlista
1. Karelia" - 7:20
2. The Old Man and the Sea - 7:50
3. Where Solitude Remains - 7:20
4. Thought in Absence - 4:10
5. The Flow - 6:58
6. Longing - 4:50
7. Wheel - 7:52
8. Sad Rain - 10:14 (extraspår på den japanska CD-utgåvan)

Total speltid: 56:58